# Canaletto
Giovanni Antonio Canal (n. 7 octombrie 1697, Veneția, Republica Veneția – d. 19 aprilie 1758, Veneția, Republica Veneția), cunoscut sub numele de Canaletto, a fost un pictor peisagist italian.
Veneția, orașul său natal, și ulterior Londra, unde va locui vreme de zece ani, sunt locurile care i-au permis lui Canaletto să-și desfășoare geniul. Gloria de care se bucură va depăși însă granițele acestor două orașe, devenind popular în întreaga Europă. Rigoarea arhitecturii și expresivitatea poetică, reproducerea fidelă, de-a dreptul documentară a realității, îndemânarea cu care lucrează cu lumina și elanul pensulei sale vor fi caracteristici ale acestui artist care va aduce din nou gloria picturii venețiene. A fost un maestru în arta perspectivei citadine (pittore vedutista) și în crearea iluziei realității, dată de tehnica "trompe-l'oeil", foarte căutate în teatru și operă.

## Viața și Opera
Giovanni Antonio Canal s-a născut la Veneția, pe 28 octombrie 1697, fiu al lui Bernardo Canal și al soției acestuia, Artemisa, provenind dintr-o veche familie venețiană. În tinerețe, Antonio și-a însoțit tatăl, învățând de la el meseria de decorator și pictor- scenograf. Fastul și grandoarea decorurilor din teatre vor rămâne în amintirea lui Antonio Canal, care începe să fie numit "Canaletto", care va reda în tablourile sale acea atmosferă de frumusețe și eleganță. În jurul anului 1717, Canaletto lucrează împreună cu tatăl său la decorurile unor opere ale lui Vivaldi, "Arsilda, regina din Pont" și "Încoronarea lui Darius". În același timp își încearcă talentul și ca pictor de șevalet și pictează vederi din Veneția, influențat de Marco Ricci și Carlevaris, precursori ai "vedutelor" (vederi citadine ) venețiene. 

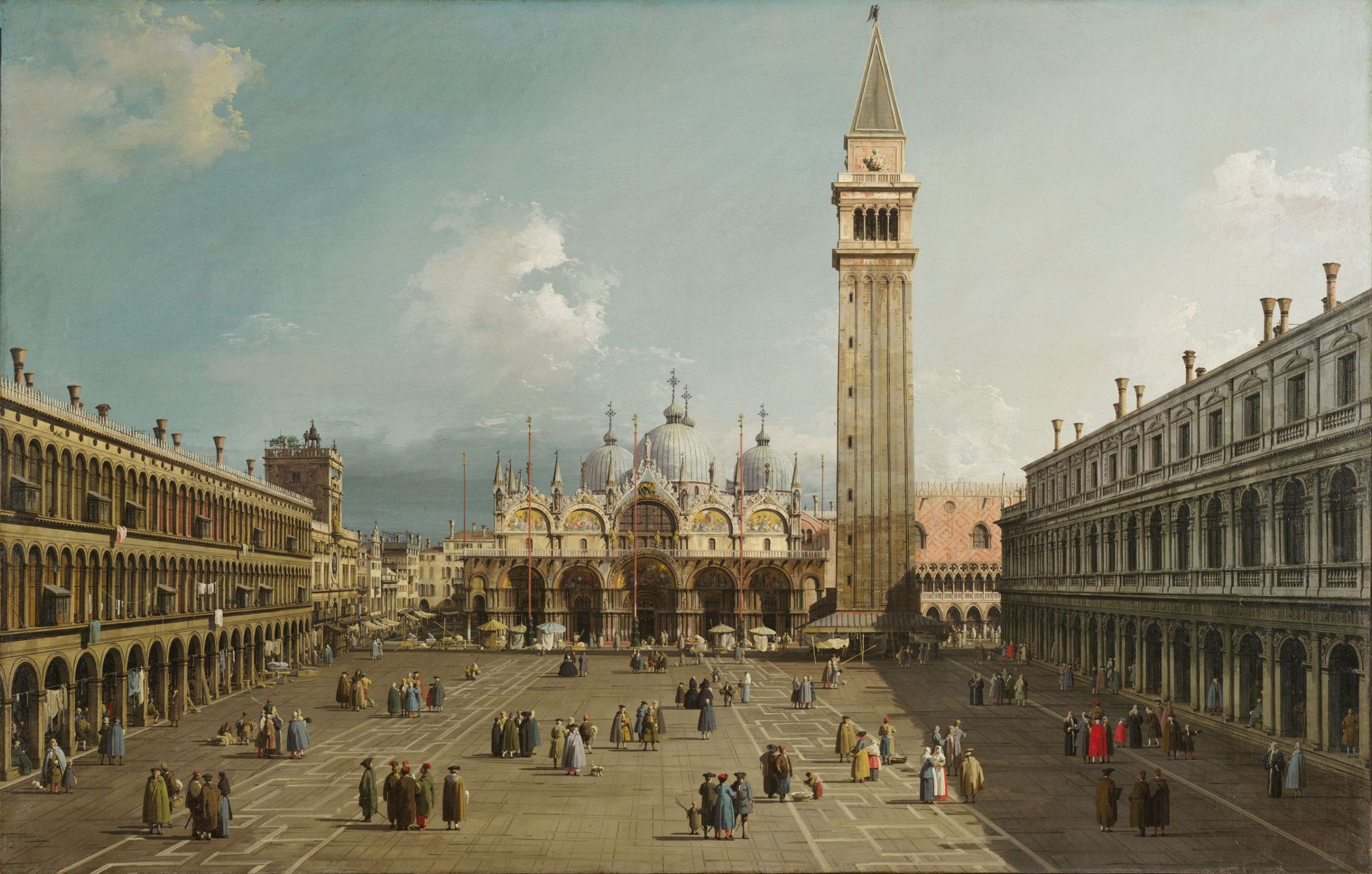
Canaletto:Piazza San Marco, Veneția

În anul 1719, Canaletto va pleca la Roma. Întâlnirea cu pictorii de aici îl hotărăște să renunțe la teatru pentru a se dedica exclusiv picturii. Odată cu revenirea în orașul său natal (1720) și primirea în corporația pictorilor, își va începe cu adevărat cariera artistică. Canaletto primește primele comenzi din partea unor călători străini, Owen McSwiney, care face comerț cu opere de artă, îi comandă artistului primul tablou. Prin intermediul acestuia, execută și două tablouri pentru prințul englez Richmond, care comandase pictorilor italieni o serie de 24 de tablouri reprezentând remarcabile personalități din viața publică a Marii Britanii. O expoziție cu operele lui, organizată în anul 1725, îi consolidează reputația. Canaletto lucrează, printre altele, pentru Palatul Princiar, pentru ambasadorul Franței ("Primirea ambasadorului Franței la Palatul Dogilor", 1926) și pentru generalul Schulenberg, condotierul Republicii Veneția.
Canaletto pictează viața de zi cu zi a Veneției. Tabloul "Plecarea Bucentaurului pentru unirea cu marea" (cunoscut și sub numele de "Nunta Veneției cu marea", 1926) prezintă principala sărbătoare venețiană care este "Ziua Înălțării la Cer", celebrându-se victoria venețienilor pe mare asupra împăratului german Frederic Barbarossa. Cu această ocazie, dogele - plutind pe bordul "Bucentaurului", o barcă fastuoasă denumită Bucintoro - în tovărășia a 200 de vâslași, își aruncă inelul de aur în valurile mării.

### Imagini din Veneția

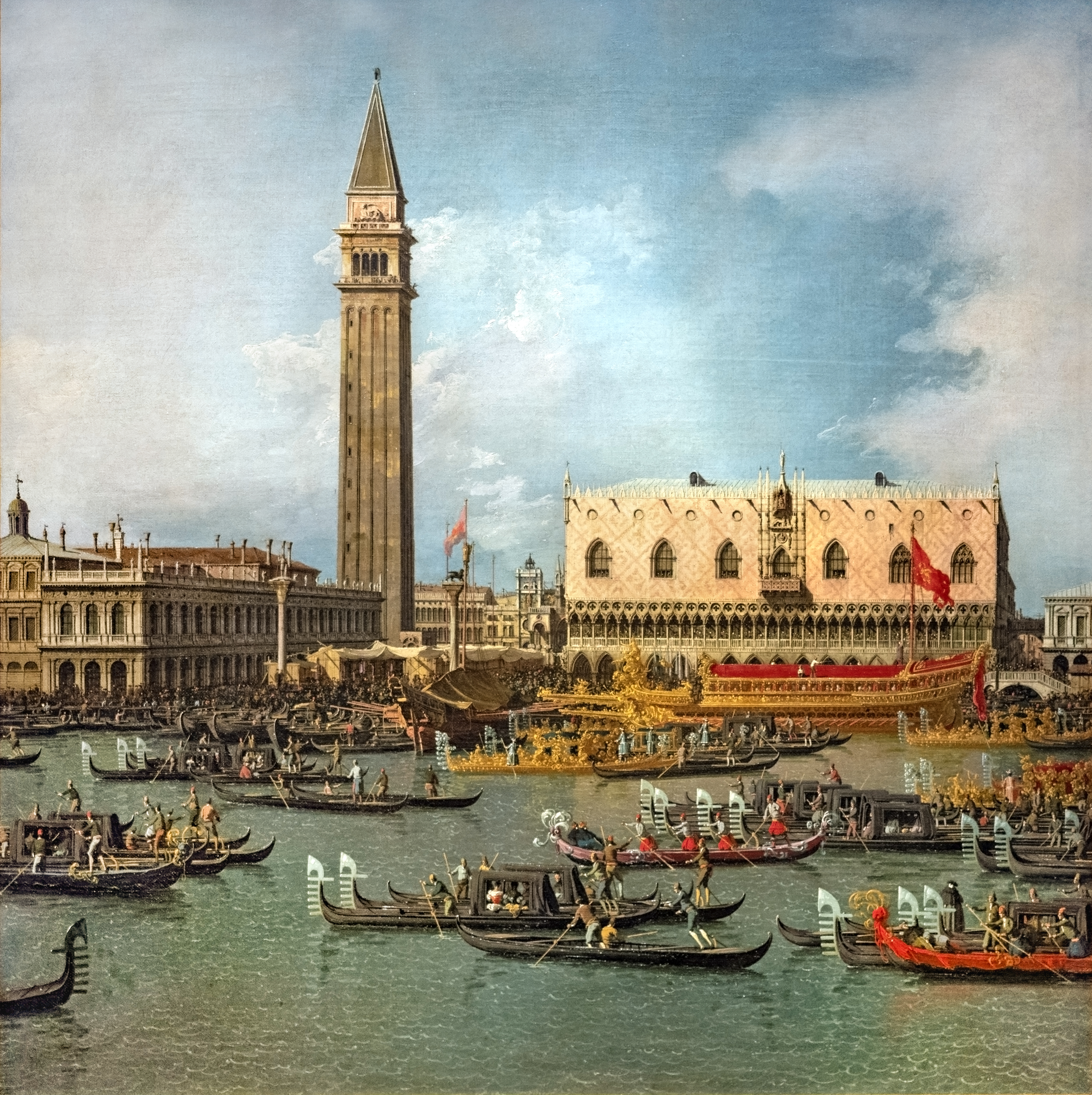
Nunta Veneţiei cu marea
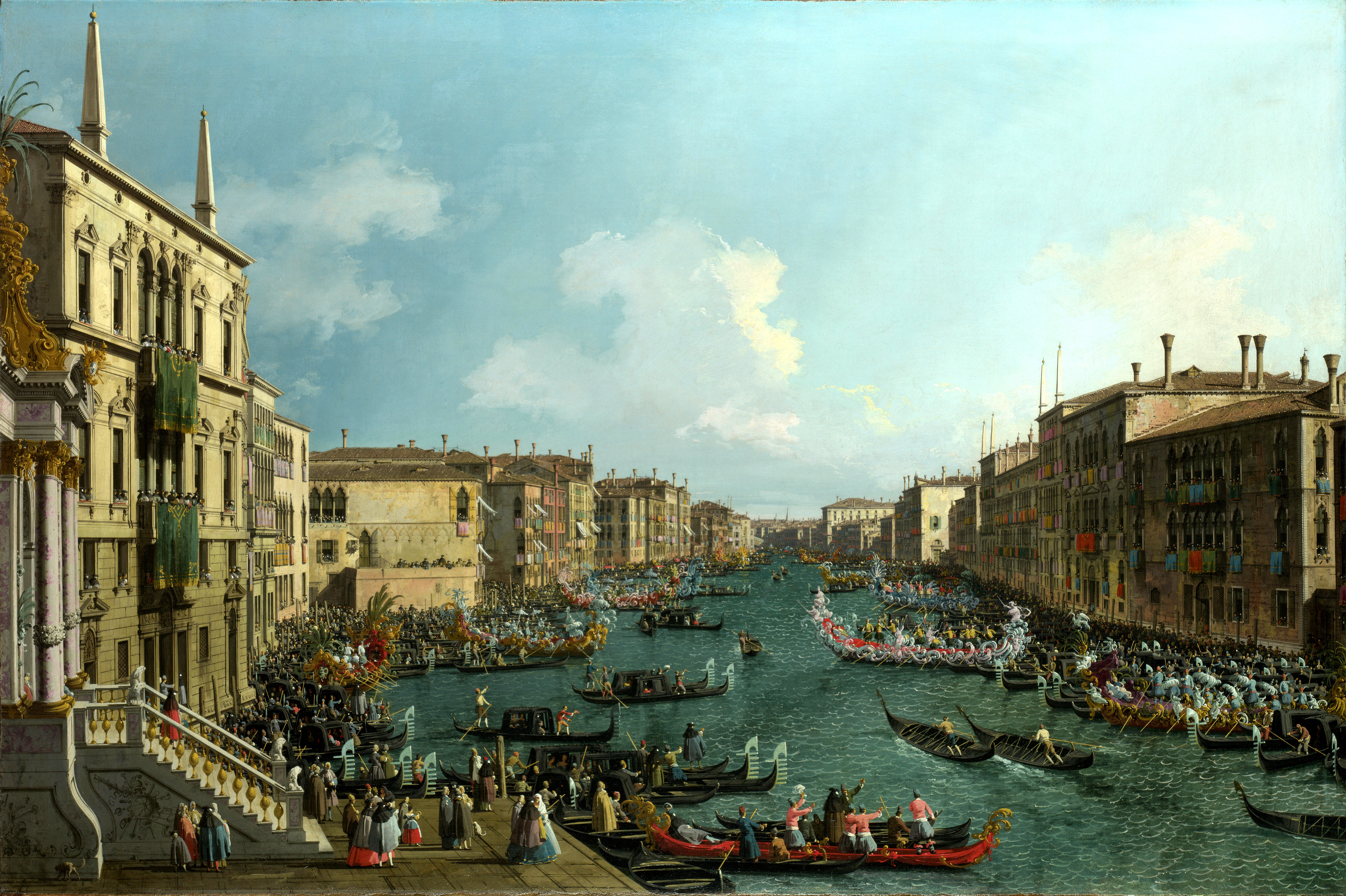
Regată pe Canale Grande
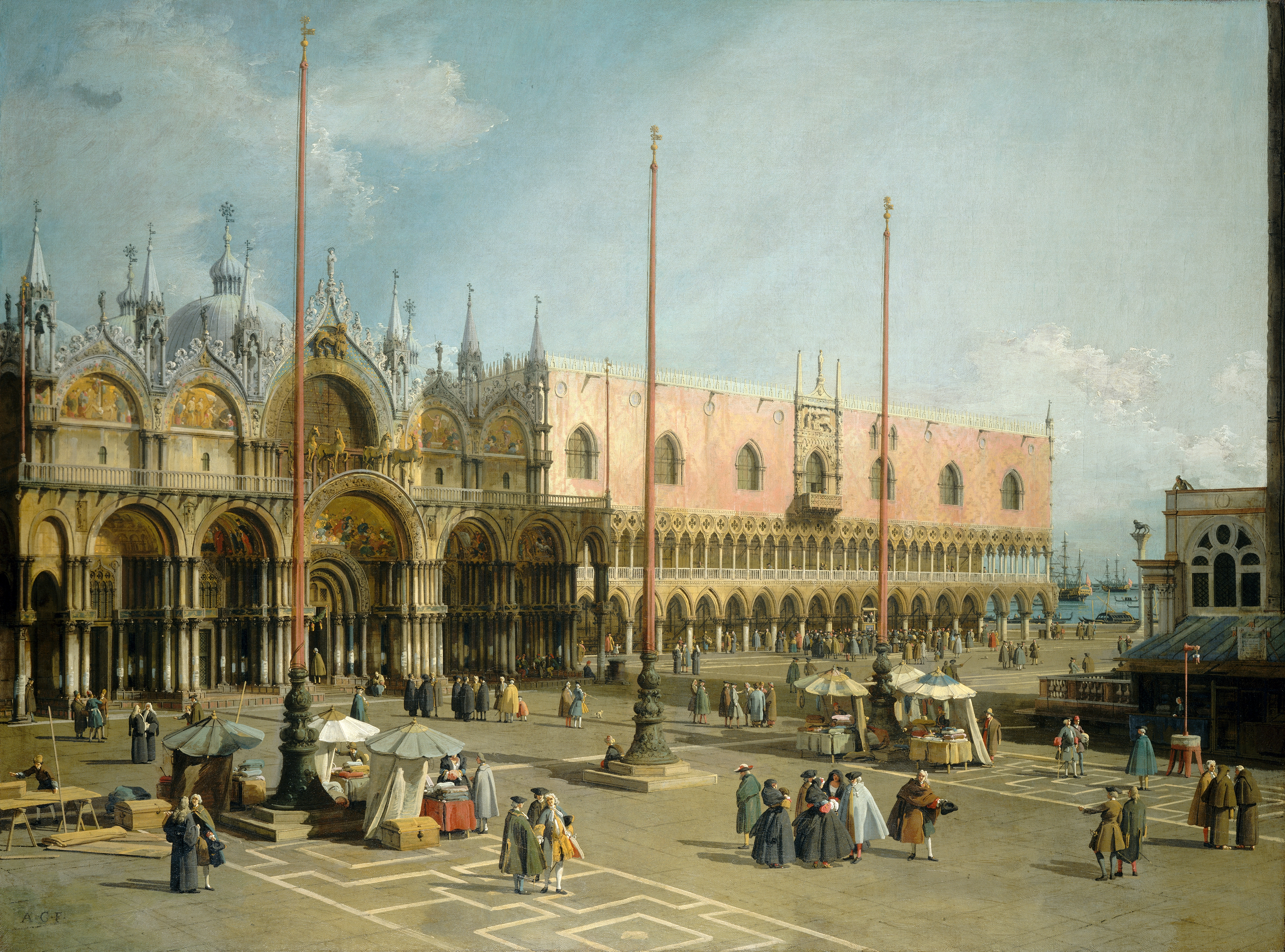
Piaţa San Marco
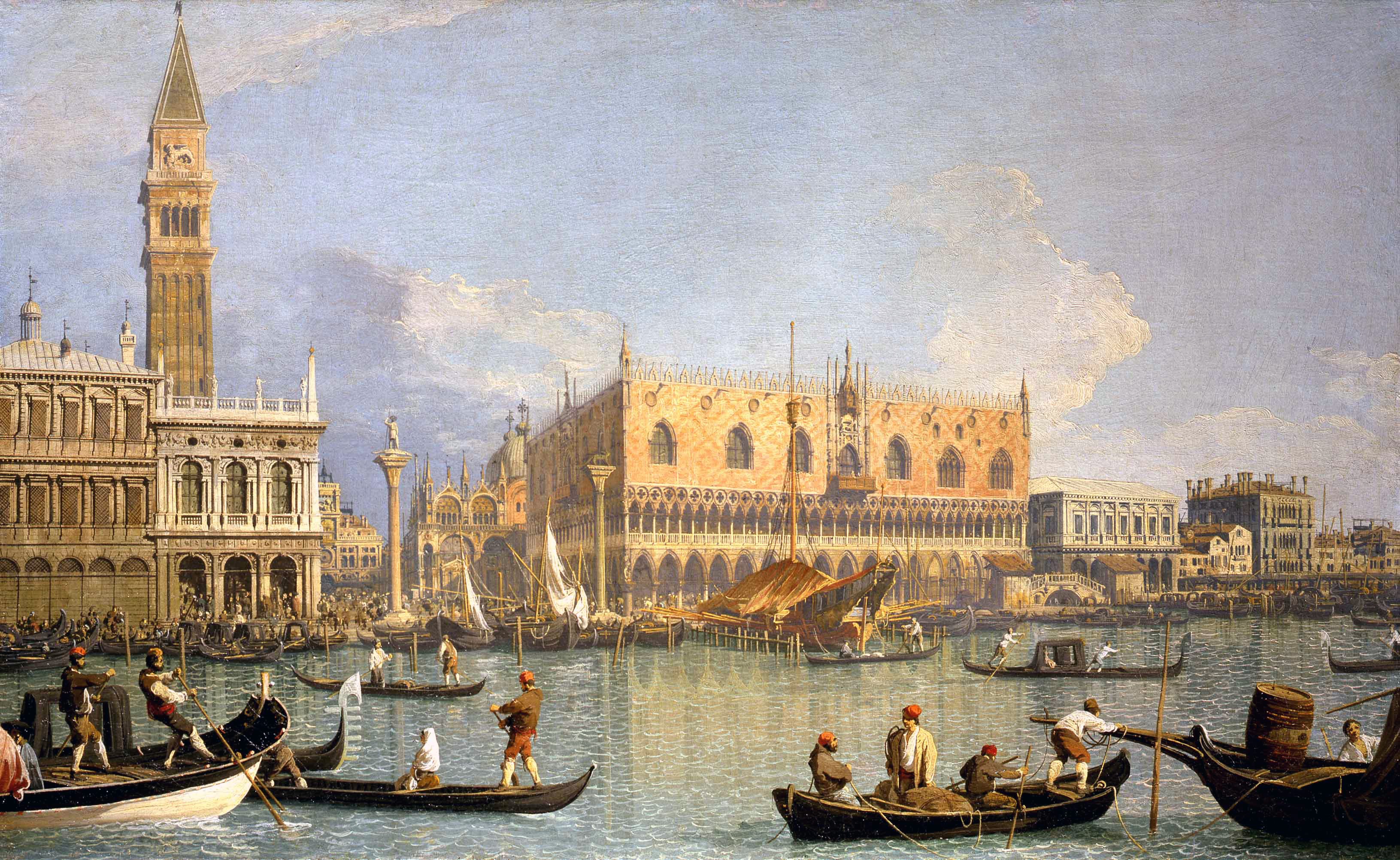
Palatul Dogilor

Tema regatelor de pe Canale Grande din Veneția va fi abordată de Canaletto în repetate rânduri. Tabloul prezentat aici (1731), scăldat într-o atmosferă de sărbătoare, este un prilej pentru Canaletto de a crea o frumoasă perspectivă, care se adâncește în oraș, accentuată de acel unghi de vedere situat la înălțime.
Atât Piața San Marco, cât și Palatul Dogilor revin în mai multe din tablourile lui Canaletto. Realismul acestor vedute este uimitor. Chiar și cel mai mărunt detaliu arhitectonic este reprodus cu mare acuratețe. El reproduce exact tot ceea ce vede, până la acele pete de culoare care au rolul de a ascunde starea proastă a tencuielii de la baza Palatului Dogilor. Varietatea de culori se înscrie într-o gamă cromatică largă, oscilând între roșu și azuriu, cuprinzând și nuanțe mai puțin intense de maroniu și ocru.

### La Londra
Tatăl lui Canaletto moare în anul 1744. Doi ani mai târziu, la sfatul prietenului său, pictorul Jacopo Amigoni, se hotărăște să plece la Londra, unde publicul londonez era deja interesat de operele lui. Sosește în Marea Britanie în anul 1746. În afara prințului Richmond, printre clienții săi se numără și Sir Hugh Smithson (viitorul duce de Northumberland) și ducele Bedford. În anul 1749 izbucnește un scandal: la Londra se zvonește că pictorul sosit în Anglia nu este adevăratul Canaletto, ci un impostor care l-a ucis pe pictorul venețian! Canaletto ripostează imediat, organizând o expoziție publică, unde publicul poate admira peisajul abia pictat, "Old Horse Guard" văzut dinspre St. James Park. Londonezii se conving că au deaface cu adevăratul artist.

### Galerie londoneză

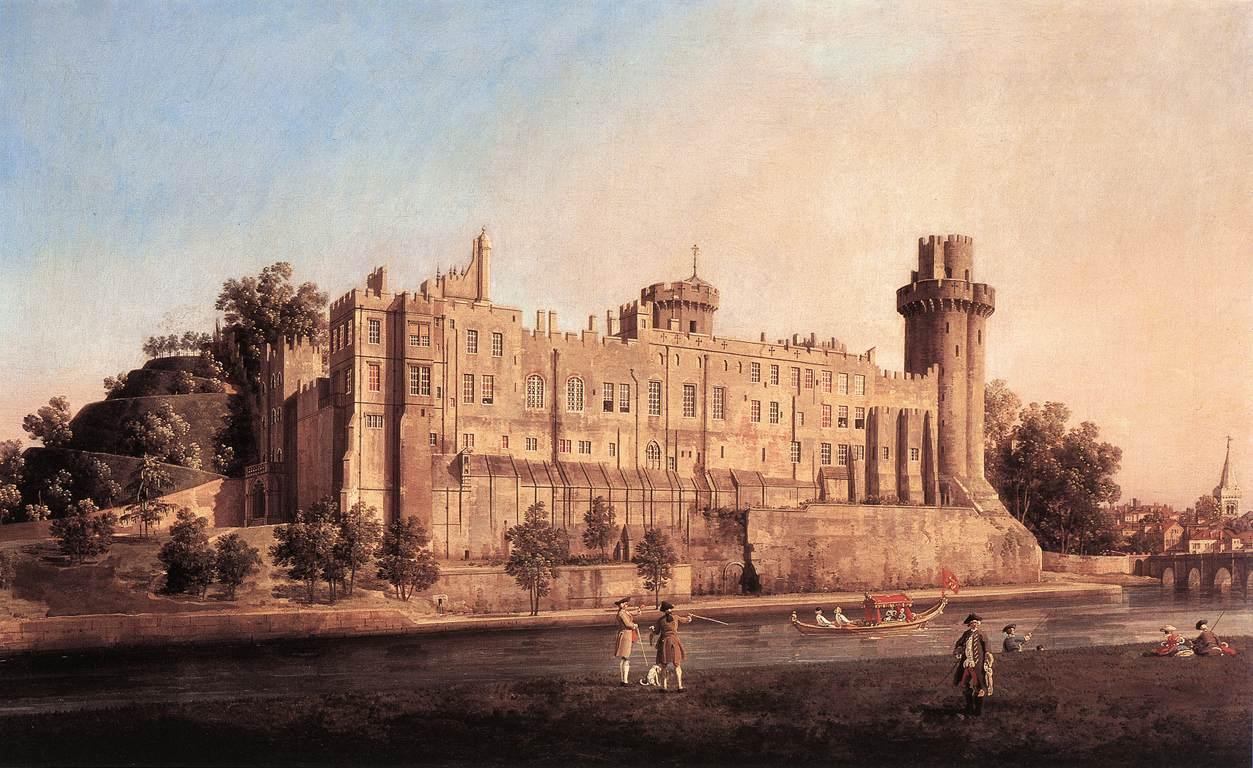
Castelul Warwick, 1748
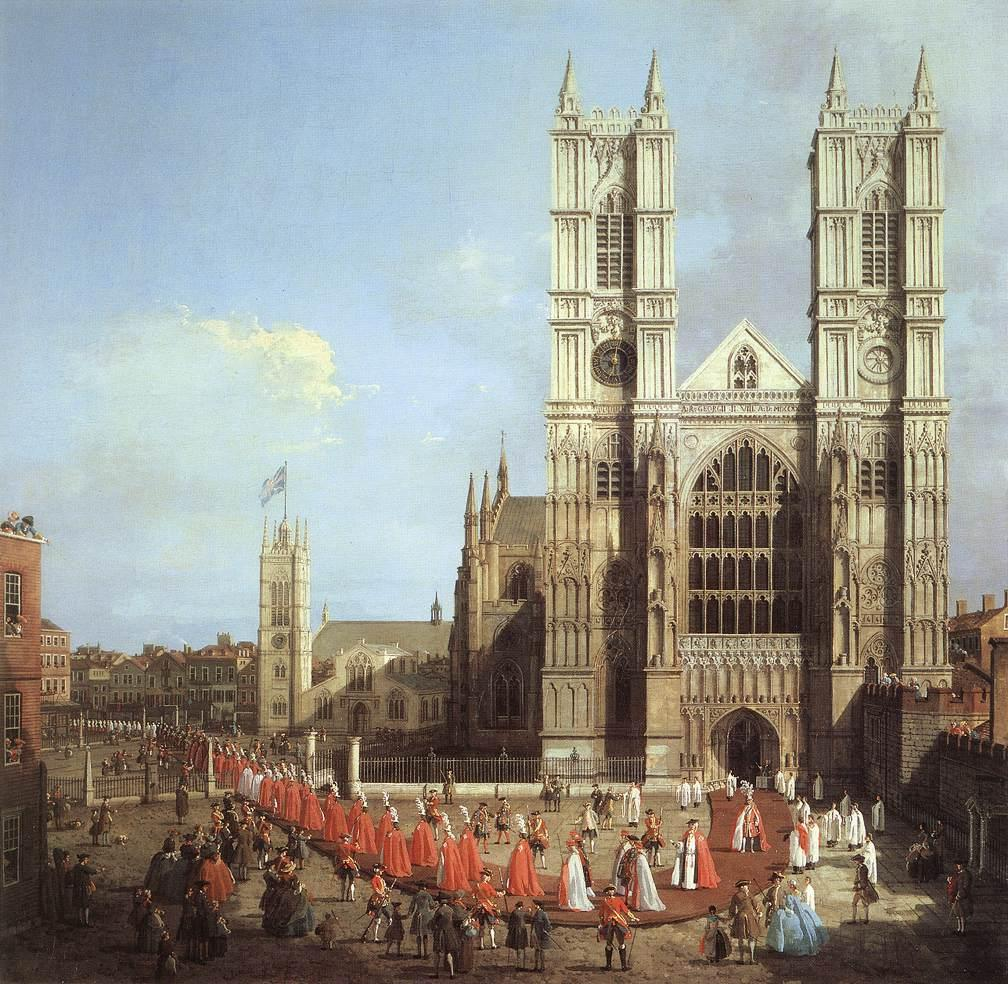
Catedrala Westminster, 1749
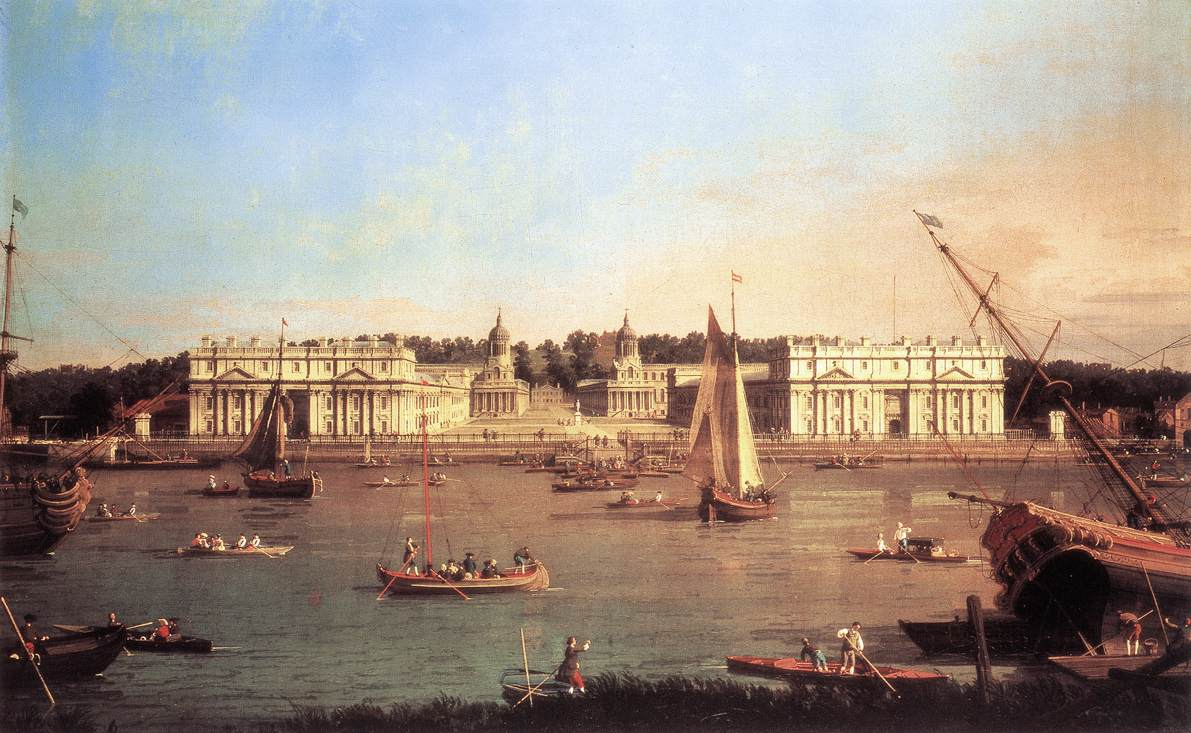
Greenwich Hospital, 1753
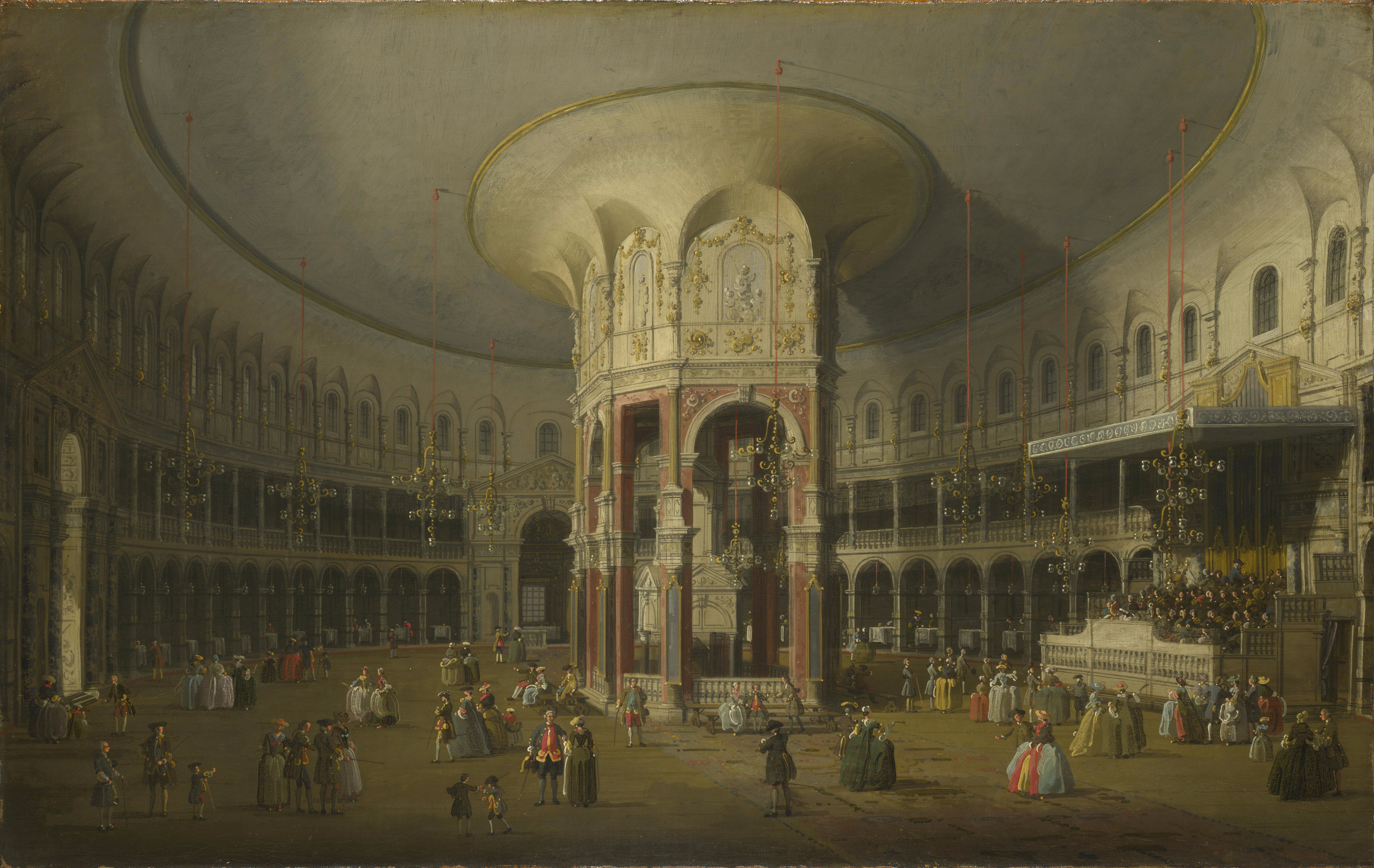
Interiorul rotondei Ranelagh, 1754

Canaletto se apucă de lucru și, în între 1750 -1754, realizează - printre altele - una dintre cele mai mari opere ale sale din perioadă londoneză: „Interiorul rotondei Ranelagh”. Această mare rotondă în stil rococo, un loc unde se organizează concerte, baluri și baluri mascate, este unul din locurile preferate ale artistului, care regăsește acolo puțin din atmosfera Veneției.
Pe la mijlocul anilor '50 ai secolului al XVIII-lea, vedutele lui Canaletto nu mai plac englezilor atât de mult precum cele de la Veneția. Pictorului i se reproșează folosirea unei lumini prea puternice pentru peisajele engleze și perspectivele exagerat de deschise. Canaletto se hotărăște să părăsească Anglia.

### Din nou la Veneția
În anul 1756 Canaletto se întoarce definitiv la Veneția, unde continuă să picteze "vedute" pe tema orașului natal. În ianuarie 1763 devin vacante trei locuri în Academia Venețiană de pictură și sculptură. Candidează și Canaletto, dar este respins. Trebuie să aștepte până în septembrie același an când, ca urmare a morții unui academician, maestrul vedetelor este primit - ca "extraordinar și celebru profesor, pictor talentat de mare probitate" - în rândurile Academiei.

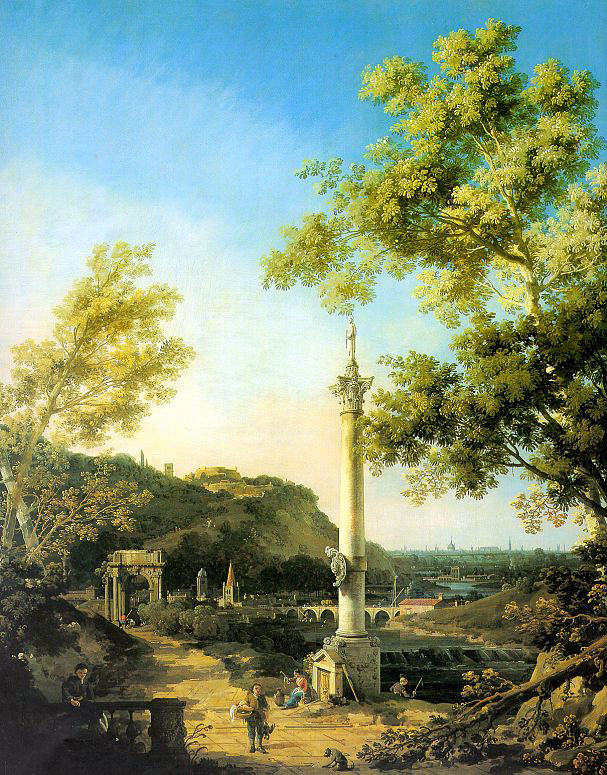
Capriccio: Peisaj riveran cu o coloană, un arc roman în ruină şi amintiri din Anglia, 1754
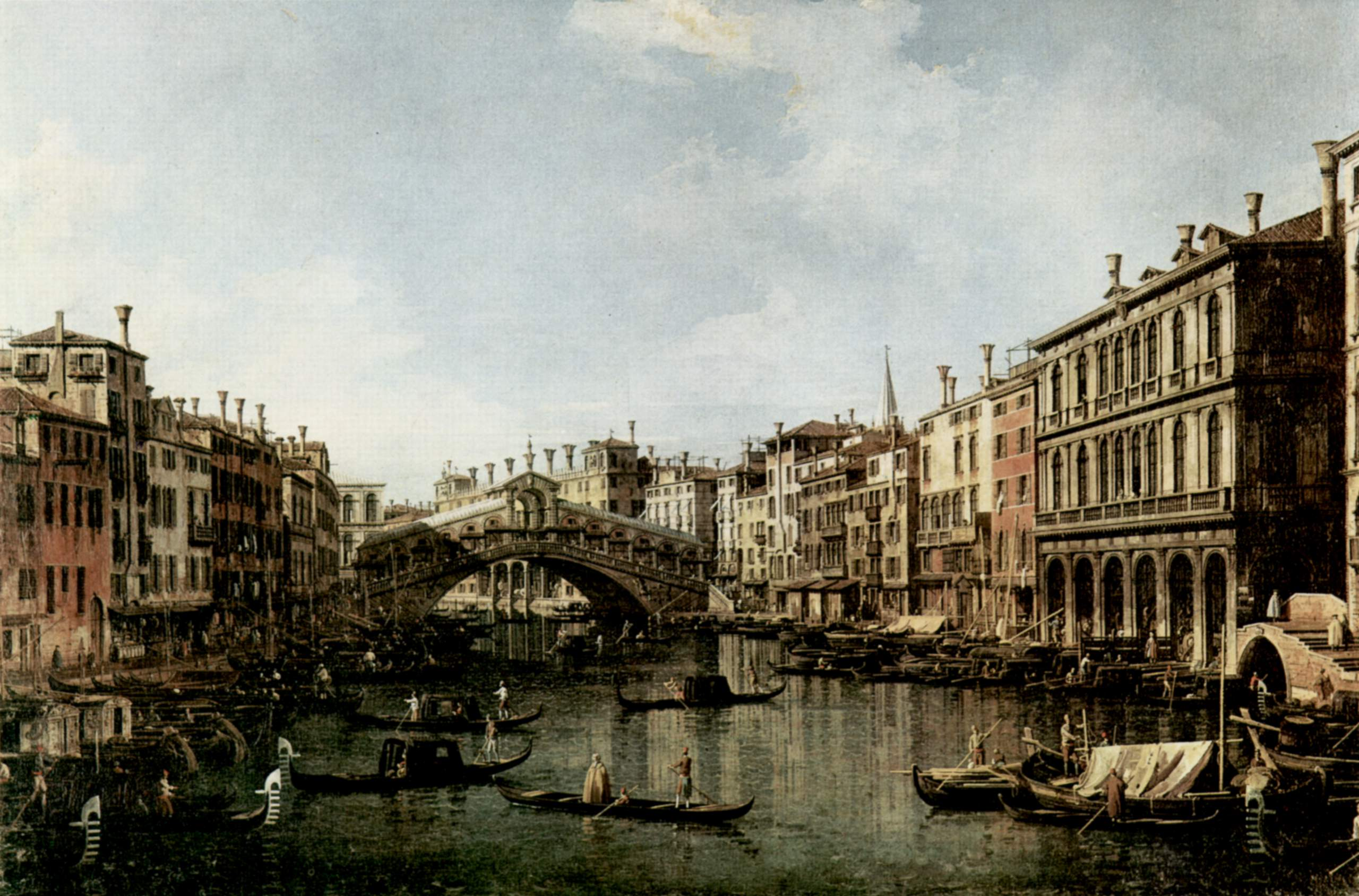
Canale Grande şi podul Rialto, 1758
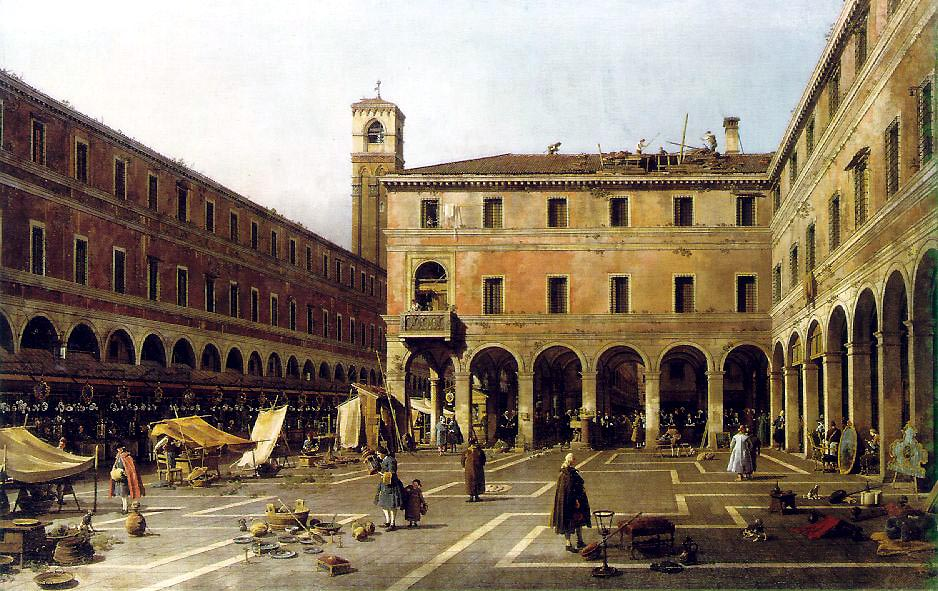
Campo di Rialto, 1758-62
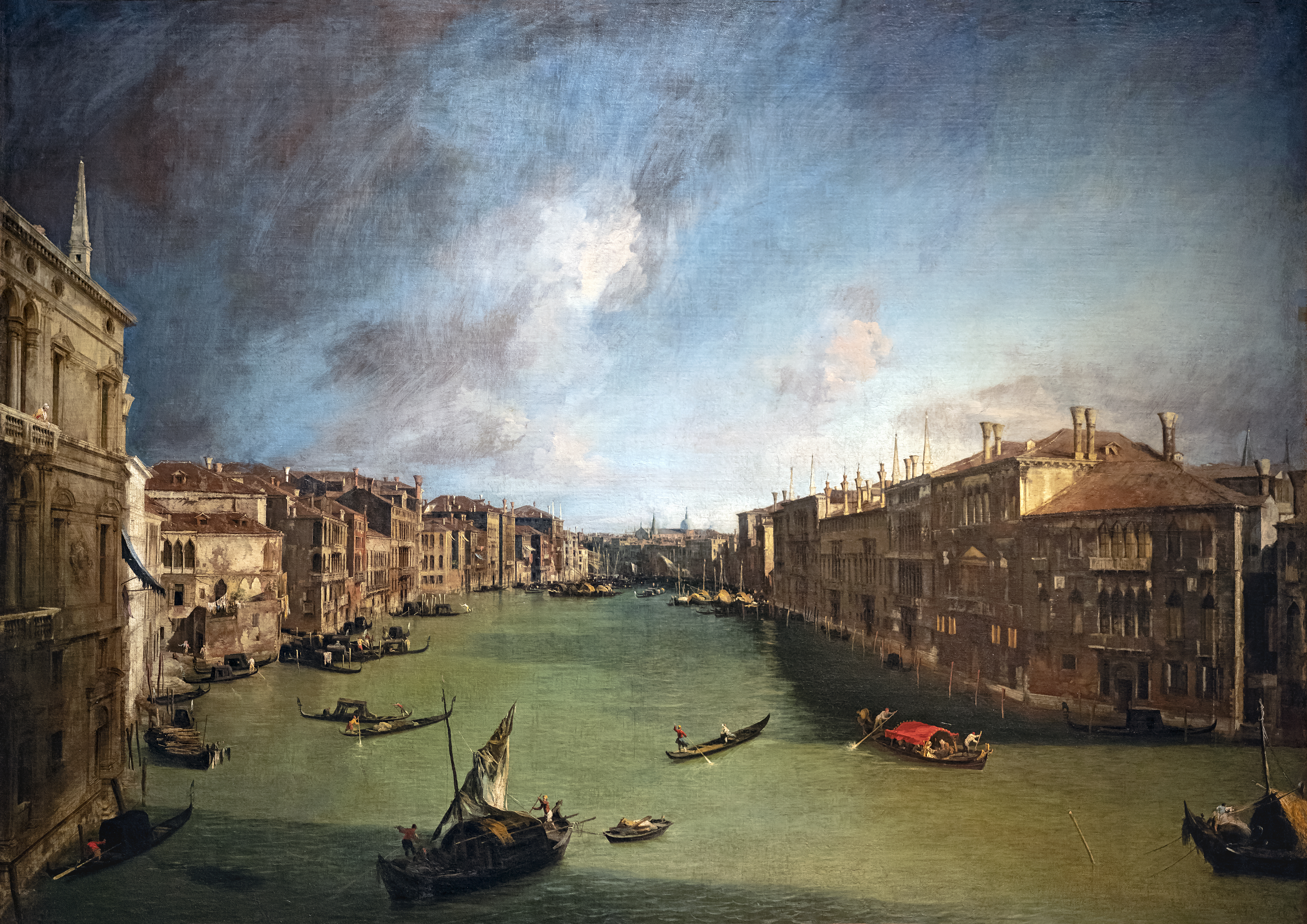
Canale Grande văzut de pe podul Rialto, 1758-63

Lucrează într-un ritm mai puțin intens, dedicându-se tot mai mult executării unor peisaje imaginative, capricii, fantezii. În pofida succesului comercial, opera sa începe să fie privită ca un gen de pictură mai puțin important. Pe 19 aprilie 1768, Canaletto încetează din viață. Locul unde a fost înmormântat este necunoscut.